# Nazionale maschile under 20 di calcio della Corea del Sud
La nazionale di calcio della Corea del Sud Under-20 è la squadra di calcio nazionale giovanile della Corea del Sud ed è posta sotto l'egida della Federazione calcistica della Corea del Sud.
È la nazionale giovanile più titolata d'Asia, avendo vinto 12 Coppe d'Asia Under-20 e la medaglia d'argento al campionato mondiale Under-20 del 2019.

## Partecipazioni a competizioni internazionali

### Mondiali Under-20
| Anno | Luogo               | Piazzamento      | V | N | P | Gol   |
| ---- | ------------------- | ---------------- | - | - | - | ----- |
| 1977 | Tunisia             | Non qualificata  | - | - | - | -     |
| 1979 | Giappone            | Primo turno      | 1 | 1 | 1 | 1:3   |
| 1981 | Australia           | Primo turno      | 1 | 0 | 2 | 4:5   |
| 1983 | Messico             | Quarto posto     | 3 | 0 | 2 | 7:7   |
| 1985 | Unione Sovietica    | Non qualificata  | - | - | - | -     |
| 1987 | Cile                | Non qualificata  | - | - | - | -     |
| 1989 | Arabia Saudita      | Non qualificata  | - | - | - | -     |
| 1991 | Portogallo          | Quarti di finale | 1 | 1 | 2 | 3:7   |
| 1993 | Australia           | Primo turno      | 0 | 3 | 0 | 4:4   |
| 1995 | Qatar               | Non qualificata  | - | - | - | -     |
| 1997 | Malaysia            | Primo turno      | 0 | 1 | 2 | 5:14  |
| 1999 | Nigeria             | Primo turno      | 1 | 0 | 2 | 5:6   |
| 2001 | Argentina           | Non qualificata  | - | - | - | -     |
| 2003 | Emirati Arabi Uniti | Ottavi di finale | 1 | 0 | 3 | 3:5   |
| 2005 | Paesi Bassi         | Primo turno      | 1 | 0 | 2 | 3:5   |
| 2007 | Canada              | Primo turno      | 0 | 2 | 1 | 4:5   |
| 2009 | Egitto              | Quarti di finale | 2 | 1 | 2 | 9:6   |
| 2011 | Colombia            | Ottavi di finale | 1 | 1 | 2 | 3:4   |
| 2013 | Turchia             | Quarti di finale | 1 | 3 | 1 | 8:8   |
| 2015 | Nuova Zelanda       | Non qualificata  | - | - | - | -     |
| 2017 | Corea del Sud       | Ottavi di finale | 2 | 0 | 2 | 6:5   |
| 2019 | Polonia             | Secondo posto    | 4 | 1 | 2 | 9:8   |
| 2023 | Argentina           | Quarto posto     | 3 | 2 | 2 | 10:10 |

### Campionato asiatico AFC U-20
| Edizione | Risultato        | G                | V                | N                | P                | GF               | GS               |                  |
| -------- | ---------------- | ---------------- | ---------------- | ---------------- | ---------------- | ---------------- | ---------------- | ---------------- |
| 1959     | Vincitore        | 4                | 4                | 0                | 0                | 8                | 3                |                  |
| 1960     | Vincitore        | 4                | 4                | 0                | 0                | 16               | 4                |                  |
| 1961     | Quarto posto     | 5                | 1                | 3                | 1                | 9                | 6                |                  |
| 1962     | Secondo posto    | 5                | 3                | 1                | 1                | 14               | 2                |                  |
| 1963     | Vincitore*       | 6                | 4                | 2                | 0                | 16               | 6                |                  |
| 1964     | Quarto posto     | 4                | 2                | 0                | 2                | 4                | 9                |                  |
| 1965     | Primo turno      | 4                | 1                | 0                | 3                | 4                | 5                |                  |
| 1966     | Quarti di finale | 3                | 1                | 1                | 1                | 5                | 2                |                  |
| 1967     | Primo turno      | 3                | 1                | 1                | 1                | 8                | 7                |                  |
| 1968     | Terzo posto      | 7                | 5                | 2                | 0                | 18               | 4                |                  |
| 1969     | Quarti di finale | 4                | 2                | 0                | 2                | 9                | 4                |                  |
| 1970     | Terzo posto      | 6                | 4                | 0                | 2                | 11               | 3                |                  |
| 1971     | Secondo posto    | 6                | 2                | 3                | 1                | 8                | 5                |                  |
| 1972     | Secondo posto    | 6                | 4                | 1                | 1                | 8                | 3                |                  |
| 1973     | Terzo posto      | 6                | 3                | 2                | 1                | 5                | 1                |                  |
| 1974     | Terzo posto      | 6                | 5                | 0                | 1                | 11               | 7                |                  |
| 1975     | Non partecipante | Non partecipante | Non partecipante | Non partecipante | Non partecipante | Non partecipante | Non partecipante | Non partecipante |
| 1976     | Terzo posto      | 6                | 3                | 1                | 2                | 7                | 3                |                  |
| 1977     | Quarti di finale | 4                | 1                | 3                | 0                | 3                | 0                |                  |
| 1978     | Vincitore*       | 6                | 3                | 3                | 0                | 12               | 3                |                  |
| 1980     | Vincitore        | 4                | 3                | 1                | 0                | 9                | 3                |                  |
| 1982     | Vincitore        | 3                | 2                | 1                | 0                | 7                | 2                |                  |
| 1984     | Non partecipante | Non partecipante | Non partecipante | Non partecipante | Non partecipante | Non partecipante | Non partecipante | Non partecipante |
| 1986     | Primo turno      | 3                | 1                | 1                | 1                | 9                | 2                |                  |
| 1988     | Primo turno      | 3                | 1                | 1                | 1                | 3                | 2                |                  |
| 1990     | Vincitore        | 5                | 2                | 3                | 0                | 3                | 1                |                  |
| 1992     | Secondo posto    | 6                | 4                | 0                | 2                | 18               | 10               |                  |
| 1994     | Primo turno      | 4                | 1                | 2                | 1                | 7                | 6                |                  |
| 1996     | Vincitore        | 6                | 6                | 0                | 0                | 18               | 3                |                  |
| 1998     | Vincitore        | 6                | 4                | 2                | 0                | 12               | 6                |                  |
| 2000     | Primo turno      | 4                | 2                | 1                | 1                | 11               | 3                |                  |
| 2002     | Vincitore        | 6                | 5                | 1                | 0                | 13               | 1                |                  |
| 2004     | Vincitore        | 6                | 3                | 2                | 1                | 11               | 7                |                  |
| 2006     | Terzo posto      | 6                | 5                | 1                | 0                | 19               | 3                |                  |
| 2008     | Semifinali       | 5                | 3                | 0                | 2                | 7                | 3                |                  |
| 2010     | Semifinali       | 5                | 3                | 1                | 1                | 6                | 4                |                  |
| 2012     | Vincitore        | 6                | 4                | 2                | 0                | 11               | 4                |                  |
| 2014     | Primo turno      | 3                | 1                | 1                | 1                | 7                | 2                |                  |
| 2016     | Primo turno      | 3                | 2                | 0                | 1                | 6                | 4                |                  |
| 2018     | Secondo posto    | 6                | 4                | 1                | 1                | 12               | 5                |                  |
| 2023     | Semifinali       | 5                | 3                | 2                | 0                | 9                | 1                |                  |
| Totale   | 39/41            | 190              | 112              | 46               | 32               | 379              | 150              |                  |

- Winner* : vincitore condiviso

### Mondiali
Campionato del mondo Under-20 19791 Oh Y.K., 2 Kim Y.C., 3 Song Y.S., 4 Park B.J., 5 Kim M.K., 6 Chung Y.H., 7 Hwang S.K., 8 Lee K.Y., 9 Lee S.Y., 10 Lee T.H., 11 Kim S.W., 12 Kim H.C., 13 Kim Y.S., 14 Kim M.S., 15 Jeon C.S., 16 Choi S.H., 17 Park Y.K., 18 Seo S.B., CT: Kim C.K.
Campionato del mondo Under-20 19811 Choi I.Y., 2 Kim M.K., 3 Choi J.H., 4 Jun J.S., 5 Yoon Y.S., 6 Kim S.K., 7 Lee J.H., 8 Kang Y.K., 9 Kim K.H., 10 Jun K.W., 11 Kang D.S., 12 Kim S.S., 13 Choi S.H., 14 Kim S.W., 15 Baek C.S., 16 Choi C.H., 17 Lee K.N., 18 Kwak S.H., CT: Park J.H.
Campionato del mondo Under-20 19831 Kim P.J., 2 Kim P.K., 3 Moon W.K., 4 No I.W., 5 Yoo B.O., 6 Jang J., 7 Lee T.H., 8 Lee K.K.g, 9 Kim J.B., 10 Shin Y.H., 11 Lee S.H., 12 Choi I.H., 13 Kim H.K., 14 Kang J.S., 15 Kim C.K., 16 Choi Y.K., 17 Lee H.C., 18 Lee M.Y., CT: Park J.H.
Campionato del mondo Under-20 19931 Kim H.W., 2 Yoo S.S., 3 Kim J.W., 4 Lee K.H., 5 Kim J.S., 6 Park C., 7 Kim D.E., 8 Hwang J.P., 9 Lee H.S., 10 Choi Y.S., 11 Cho H.D., 12 Choi S.Y., 13 Cho H., 14 Cho J.H., 15 Lee K.S., 16 Seo D.W., 17 Jeon K.J., 18 Choi I.H., CT: Park S.I.
Campionato del mondo Under-20 19971 Chung Y.S., 2 Cho S.K., 3 Han J.S., 4 Park J.H., 5 Sim J.W., 6 Kim M.J., 7 Park J.S., 8 Lee K.W., 9 An H.y., 10 Kim D.K., 11 Park B.Y., 12 Lee J.M., 13 Moon B.M., 14 Nam K.S., 15 Seo K.B., 16 Yang H.J., 17 Chung S.K., 18 Choi H., CT: Park L.C.
Campionato del mondo Under-20 19991 Kim Y.D., 2 An H.C., 3 Lee B.J., 4 Shin D.K., 5 Park D.H., 6 Song C.G., 7 Seo K.B., 8 Chun J.H., 9 Na H.K., 10 Kim E.J., 11 Seol K.H., 12 Han D.J., 13 Kim K.H., 14 Kim K.I., 15 Seo K.S., 16 Ko B.H., 17 Woo J.S., 18 Lee D.G., CT: Cho Y.J.
Campionato del mondo Under-20 20031 Kim Y.K., 2 Oh B.S., 3 Kim C.W., 4 Kim C.G., 5 Park J.S., 6 Kim J.K., 7 Lee J.M., 8 Lee H., 9 Jung J.G., 10 Choi S.K., 11 Cho W.H., 12 Sung K.I., 13 Nam K.W., 14 Kwon J., 15 Park C.Y., 16 Han J.W., 17 Lim Y.H., 18 Kim D.H., 19 Yeo H.J., 20 Lee H.J., CT: Park S.H.
Campionato del mondo Under-20 20051 Cha G.S., 2 Park H.C., 3 Ahn T.E., 4 Lee Y.H., 5 Jung I.H., 6 Kim J.K., 7 Baek S.M., 8 Baek J.H., 9 Oh J.E., 10 Park C.Y., 11 Lee K.H., 12 Jung S.R., 13 Shin H.M., 14 Park J.J., 15 Hwang K.H., 16 Sim W.Y., 17 Lee S.H., 18 Kim S.Y., 19 Shin Y.R., 20 Lee G.J., 21 Kim D.H., CT: Park S.H.
Campionato del mondo Under-20 20071 Jo S.H., 2 Choi C.S., 3 Shin K.H., 4 Ahn H.S., 5 Ki S.Y., 6 Park H.B., 7 Park J.J., 8 Kim D.S., 9 Lee S.H., 10 Shim Y.S., 11 Park J.H., 12 Lee J.H., 13 Lee S.J., 14 Lee C.Y., 15 Jung K.H., 16 Lee H.S., 17 Song J.H., 18 Shin Y.R., 19 Ha T.K., 20 Bae S.J., 21 Kim J.H., CT: Cho D.H.
Campionato del mondo Under-20 20091 Lee B.Y., 2 Oh J.S., 3 Kim M.W., 4 Lim J.E., 5 Kim Y.G., 6 Hong J.H., 7 Koo J.C., 8 Seo Y.D., 9 Kim D.S., 10 Cho Y.C., 11 Seo J.J., 12 Kim S.G., 13 Jeong D.H., 14 Moon K.H., 15 Choi S.K., 16 Jang S.W., 17 Yun S.Y., 18 Lee S.Y., 19 Kim B.K., 20 Park H.S., 21 Kim D.S., CT: Hong M.B.
Campionato del mondo Under-20 20111 No D.G., 2 Rim C.W., 3 Kim J.S., 4 Lee T.H., 5 Hwang D.Y., 6 Choi S.K., 7 Kim S.M., 8 Baek S.D., 9 Lee Y.J., 10 Jung S.Y., 11 Kim K.J., 12 Min S.G., 13 Lee K.J., 14 Kim Y.U., 15 Nam S.W., 16 Yun I.L., 17 Moon S.Y., 18 Yang H.B., 19 Lee J.H., 20 Jang H.S., 21 Kim J.Y., CT: Lee K.J.
Campionato del mondo Under-20 20131 Lee C.K., 2 Sim S.M., 3 Kim Y.H., 4 Yeon J.M., 5 Woo J.S., 6 Kim S.W., 7 Ryu S.W., 8 Lee C.M., 9 Kim H., 10 Kwon C.H., 11 Kang S.W., 12 Kang Y.K., 13 Park Y.J., 14 Song J.H., 15 Jung H.C., 16 Lee G.H., 17 Na S.S., 18 Ham S.M., 19 Cho S.J., 20 Han S.G., 21 Kim D.J., CT: Lee K.J.
Campionato del mondo Under-20 20171 Song B.K., 2 Yoon J.G., 3 Woo C.Y., 4 Jeong T.W., 5 Lee Sa.Mi., 6 Lee Se.Mo., 7 Lee J.H., 8 Han C.H., 9 Cho Y.W., 10 Lee S.W., 11 Ha S.U., 12 Ahn J.S., 13 Lee Y.H., 14 Paik S.H., 15 Kim M.H., 16 Lee S.H., 17 Kang J.H., 18 Lim M.H., 19 Kim S.W., 20 Lee J.M., 21 Lee J., CT: Shin T.Y.
Campionato del mondo Under-20 20191 Lee G.Y., 2 Hwang T.H., 3 Lee J.I., 4 Lee J.S., 5 Kim H.W., 6 Kim J.M., 7 Jeon S.J., 8 Lee K.H., 9 Oh S.H., 10 Lee K.I., 11 Um W.S., 12 Park J.M., 13 Ko J.H., 14 Park T.J., 15 Jeong H.J., 16 Kim J.S., 17 Lee S.J., 18 Cho Y.W., 19 Choi J., 20 Kim S.Y., 21 Choi M.S., CT: Chung J.Y.
Campionato del mondo Under-20 20231 Kim J.H., 2 Park C.W., 3 Hwang I.T., 4 Choi S.H., 5 Lee C.W., 6 Park H.B., 7 Kim Y.H., 8 Lee S.W., 9 Lee Y.J., 10 Bae J.H., 11 Kang S.J., 12 Kim J.H., 13 Choi Y.H., 14 Kang S.Y., 15 Cho Y.K., 16 Lee S.J., 17 Lee J.H., 18 Park S.H., 19 Bae S.J., 20 Kim J.S., 21 Moon H.H., CT: Kim E.J.